# La Porte des deux mondes
 (mai 2020).
La Porte des deux mondes est le 44e album de la série Le Scrameustache, écrite et dessinée par Gos et Walt. C’est à ce jour le dernier tome de la série.

## Personnages
- Le Scrameustache
- Khéna[1]
- Astrid
- L’oncle Georges
- Les Galaxiens
- Les Galaxiens noirs

## Résumé
Alors que l’oncle Georges et Astrid veulent se marier, les Galaxiens leur proposent la première lune de miel interplanétaire. 
Mais chez les Galaxiens, un éboulement fait apparaître la mythique Porte des deux mondes…